# نوپسرها پالیدیپنیس
نوپسرها پالیدیپنیس یک گونه سوسک از خانوادهٔ سوسک‌های شاخک‌دراز است. Redtenbacher در سال ۱۸۵۸ در دسته‌بندی اولیهٔ Phytoecia این گونه را توصیف و بررسی کرد. این گونه در کشورهای نپال، بوتان، میانمار و هند یافت شده است.

## زیرگونه‌ها
- Nupserha pallidipennis pallidipennis (Redtenbacher، 1858)
- Nupserha pallidipennis flavipennis Breuning، 1950